# Somme
Somme ( fransk udtale ?) er et departement i det nordlige Frankrig. Departementet har fået sit navn fra floden Somme. Departementets hovedby er Amiens, og dets befolkning udgør (1999) ca. 555.000.
Der blev udkæmpet et stort slag i området under første verdenskrig, nærmere betegnet i 1916.